# Yiddishland
XIIe siècle – XXe siècle
Le Yiddishland (en yiddish: ייִדישלאַנד ou אידישלאַנד) est l'appellation donnée à un vaste espace géographique dans lequel vécurent les communautés juives d'Europe centrale et orientale avant leur émigration vers d’autres territoires (France, Royaume-Uni, États-Unis, Canada, Argentine, Israël, etc.) ou leur élimination physique par l’Allemagne nazie et ses alliés lors de la Seconde Guerre mondiale.
Par extension, c'est un nom donné à ces communautés juives elles-mêmes. Cet espace est marqué par l'utilisation du yiddish comme langue principale. Il constitue un élément important de l'histoire du judaïsme en Europe.

## Origine du nom et signification
Le terme est popularisé dans l'espace francophone successivement par le documentaire de 1982 Les Révolutionnaires du Yiddishland, puis par l'ouvrage de Silvain et Minczeles, Yiddishland, paru en 1999, et celui d'Alain Guillemoles, Sur les traces du Yiddishland, paru en 2010.
Pour Liliana Ruth Feierstein (eo), il faut entendre par Yiddishland, simplement, « le lieu où l'on parle yiddish ». Une autre source parle elle d'une « collision entre espace, temps et culture ».

## Géographie

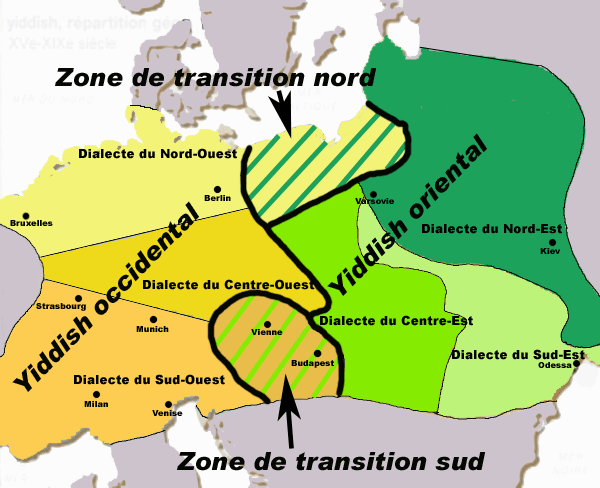
Carte des dialectes du yiddish entre les

Ce « pays sans frontières » couvre une zone mouvante entre Pologne, Lituanie, Biélorussie, Ukraine, Roumanie et Hongrie — grosso modo le territoire de la Pologne médiévale — marquée par une unité de langue, avec l'usage de différents dialectes du yiddish. On estime sa population avant la Shoah à 11 millions de personnes. On notera que, des différentes acceptions rencontrées, on n'associe au Yiddishland que les zones du yiddish oriental, et jamais celles du yiddish occidental.
Plutôt qu'une véritable continuité territoriale, il s'agissait plutôt d'un archipel, d'un ensemble de royaumes minuscules parfois à l'échelle d'une bourgade, éparpillés sur ce vaste territoire d'Europe centrale et orientale. Pour certains[Qui ?], il n'est pas même possible de définir de territoire correspondant au Yiddishland, entité davantage culturelle que spatiale, niant la possibilité d'un État-nation pour les Juifs, même s'ils concèdent qu'il s'agit d'une représentation de la nation yiddishe[pas clair], en parallèle de la yiddishkeyt, la « yiddishité ».

## Histoire

### Constitution

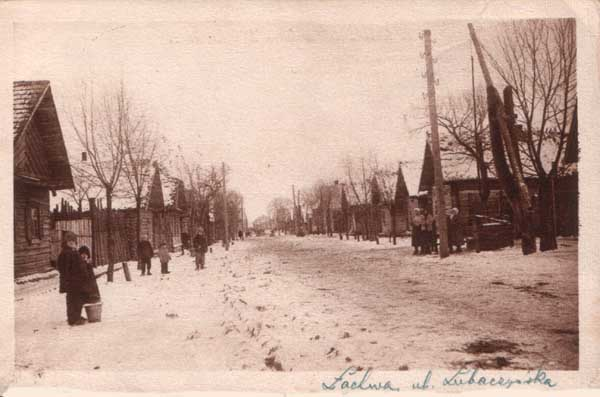
Le shtetl de Lakhva, en Pologne, en 1926.

Le Yiddishland est une appellation moderne des communautés juives d'Europe centrale, dont l'histoire s'étale sur huit siècles. Il s'est constitué en une organisation « quasi-étatique » au cours du Moyen Âge. Il disposait d'instances représentatives comme le Conseil des Quatre Pays entre 1580 et 1764 et dispose de trois niveaux administratif, ḳehillot (commune), galil (région) et le Conseil.
Au début du XXe siècle, le territoire est constitué autour du shtetl, village yiddishophone, et des quartiers de grandes villes plus ou moins réservés aux Juifs.

### Scission
Un processus de différenciation entre judaïsme litvak (lituanien et biélorusse), principalement urbain et patricien, et judaïsme polak (polonais et ukrainien), plutôt rural et dépendant, marque le début de la dislocation de cet ensemble auparavant plutôt homogène.
Au XVIIIe siècle, la politique de l'empire russe sur les territoires nouvellement conquis aux dépens de la Pologne entraîne un fort exode rural, du fait de l'instauration d'une « zone de résidence » limitée et d'expulsions de Juifs.
On assiste alors à une différenciation entre un Yiddishland « du nord » (Lituanie, Biélorussie) où les Juifs parviennent à mieux s'intégrer et à mieux lutter contre les politiques de ségrégation, et un Yiddishland « du sud » (Pologne, Ukraine) où les pogroms vont marginaliser la population, maintenue en dehors de la modernisation de la société. Au nord, l'organisation politique est solide, notamment au travers du Yidishe Folkspartei de Simon Doubnov. Le mouvement socialiste se structure également autour de l'« Algemeyner Yidisher Arbeter Bund in Lite, Poyln un Rusland » ou Bund. Au sud, les masses tenues à l'écart émigrent massivement vers l'Amérique. L'organisation politique se fait ici autour du socialisme travailliste.

### Le cas du Yiddishland «russe»

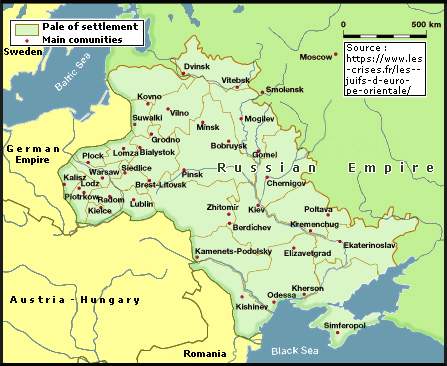
Carte de la Russie occidentale : en vert pâle la zone de Résidence, jusqu'en 1917.

Au sein de l'Empire russe, les tsars imposent une « zone de résidence » aux Juifs, entre 1835 et 1917. Puis, de 1923 à 1938, l'Union soviétique met en place des « colonies agricoles juives ». D'abord aidées financièrement par l'ORT, organisme dont les actions avaient pour but d'apporter une main secourable aux sans-abri, aux fiancés pauvres, aux orphelins, aux savants démunis, cette action vise à « normaliser la vie juive » dans le cadre d'activités professionnelles considérées comme productives, susceptibles de favoriser l'intégration des Juifs dans la société moderne puis bolchévique, notamment au moment de la NEP de Lénine. Néanmoins, ces installations disparaissent lors de la radicalisation de la politique agraire de Staline, qui transforme ces colonies en kolkhozes, et annule tout le travail de l'ORT en 1938.
Cette période est mieux connue notamment depuis la découverte de centaines de plaques photographiques parmi les archives de l'ORT-France par Serge Klarsfeld.

### Acception contemporaine

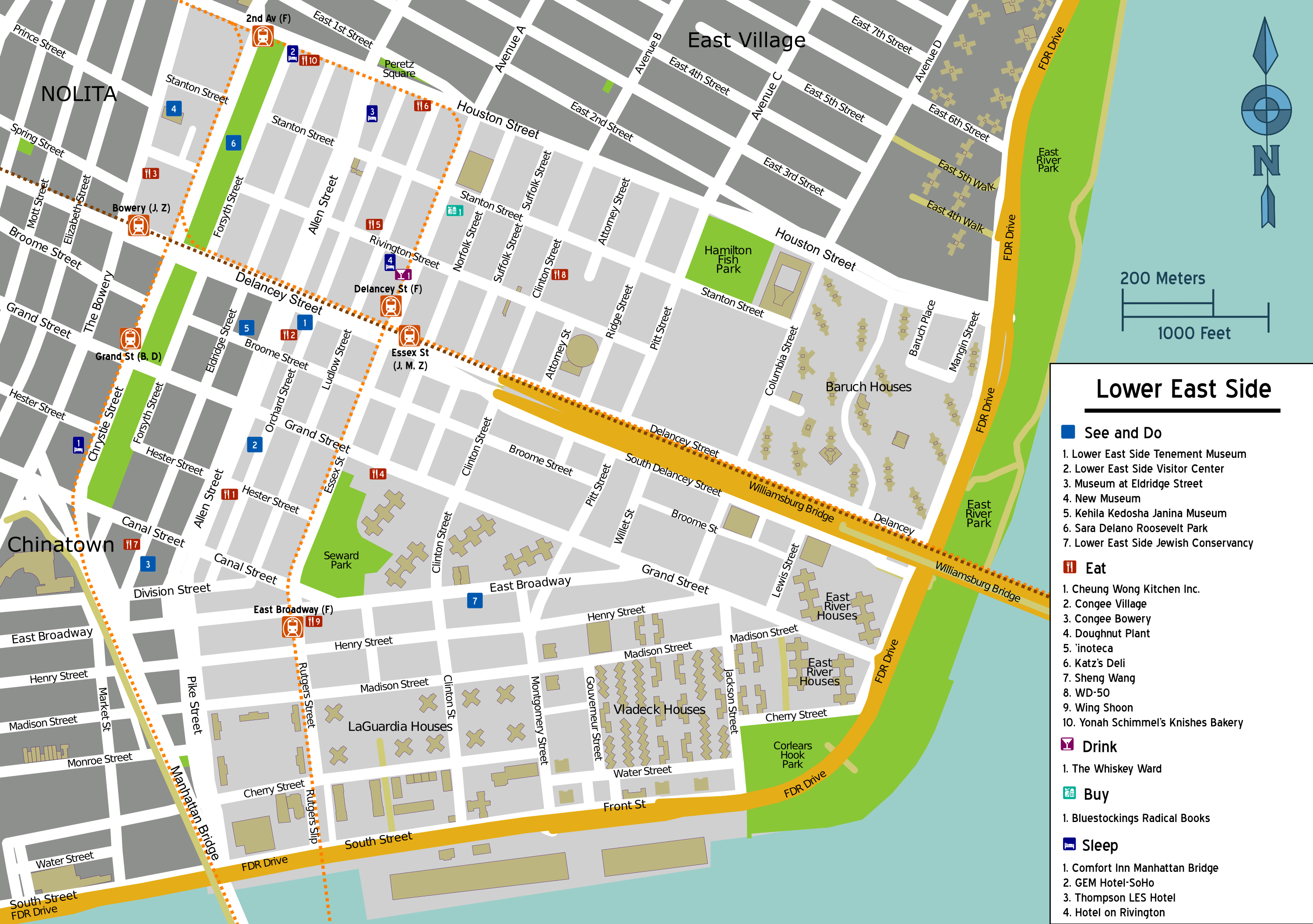
Lower East Side, à Manhattan, le nouveau Yiddishland selon Annie Ousset-Krief.

On trouve des acceptions de Yiddishland pour désigner l'espace culturel contemporain, « virtuel » et morcelé à l'extrême, soit des personnes parlant yiddish, soit de la communauté juive new-yorkaise à Lower East Side,.

## Culture
Le Yiddishland a engendré une production culturelle propre, organisée autour principalement du yiddish et accessoirement de l'hébreu. Elle était riche de livres, de contes, de musique, de centres d'enseignement de tout niveau et de journaux. L'un des plus célèbres écrivains de cette communauté est Cholem Aleikhem dont les funérailles à New York attirèrent en 1916 plus de 200 000 personnes, et dont l'œuvre fut saluée par Mark Twain. 
Toutefois, toute cette culture spécifique a été perdue en raison de l'extermination des Juifs des pays conquis par les Allemands, à compter des premières tueries menées lors de la constitution obligatoire des ghettos en Europe orientale à compter d'octobre 1939 puis de la « Shoah par balles » exécutée à compter de juillet 1941 par les commandos de la  police allemande et des SS qui ont alors formé les Einsatzgruppen (plus d'un million et cent mille victimes) et ensuite lors de la « Shoah par gaz » effectuée à compter du premier trimestre 1942, dans les camps d'extermination (estimation d'environ 4 millions 900 000 morts).

### Vidéographie
: document utilisé comme source pour la rédaction de cet article.
- (en) Christian Dawid in discussion with Christa Withney, de Yiddish Book Center, coll. « Wexler Oral History Project », 23 août 2011, 2 min 20 s [présentation en ligne] : Entretien au KlezKanada autour du concept contemporain de Yiddishland. [vidéo] « Disponible », sur YouTube.
- [vidéo] Le Yiddishland, un continent disparu, 30 novembre 2010 [présentation en ligne], 8 min 8 s : Interview, extrait de journal télévisé